# Aderus parvicollis
Aderus parvicollis es una especie de insecto coleóptero perteneciente la familia Aderidae. Fue descrito científicamente por George Charles Champion en 1916.

## Distribución geográfica
Habita en Assam (India).